# Sansad Bhawan
La Sansad Bhawan (en español: Casa del Parlamento) fue el edificio del Parlamento de India, situado en Nueva Delhi.

## Historia
Fue diseñada por los arquitectos británicos Edwin Lutyens y Herbert Baker entre 1912 y 1913; la construcción empezó en 1921 y se completó en 1927. Se dice que el diseño del edificio se inspira en el Templo Chausath Yogini de Morena, en el estado de Madhya Pradesh. La ceremonia de inauguración de la Casa del Parlamento, llamada entonces Asamblea Legislativa Central, tuvo lugar el 18 de enero de 1927 y fue dirigida por Lord Irwin, el virrey de la India. El día siguiente, el 19 de enero de 1927, se celebró en este edificio la tercera sesión de la Asamblea Legislativa Central. A partir de la independencia de India en 1947 y de la aprobación de la Constitución de India en 1949, que trajo como consecuencia la proclamación de la República de India, el edificio albergó las dos cámaras legislativas de la nación: la Rajya Sabha o cámara alta de los Estados, y la Lok Sabha o cámara baja. El 19 de septiembre de 2023 dejó de ser sede del órgano legislativo indio tras inaugurarse el Nuevo Parlamento indio en un espacio aledaño.
El Museo del Parlamento, que abrió sus puertas en 2006, se encuentra junto a la vieja casa del Parlamento.

## Edificio
La forma del edificio es circular y está basada en el Chakra Ashoka. Se construyeron cámaras separadas para las sesiones de la Cámara de los Príncipes, el Consejo de Estado y la Asamblea Legislativa Central. La estructura del edificio se inspira claramente en el Templo Chausath Yogini situado en el pueblo Mitawali del estado indio Madhya Pradesh. Este templo está a unos 25-30 kilómetros de Gwalior. El edificio está rodeado por amplios jardines y su perímetro está vallado por barandillas de piedra arenisca (jali) diseñadas inspirándose en la Gran Estupa de Sanchi.

### Propuesta de un nuevo edificio
En la década de 2010 se comenzó a considerar la construcción de un nuevo edificio para el Parlamento a causa de los problemas de estabilidad del viejo complejo. Igualmente, se consideró necesario un nuevo edificio más grande que albergara el poder legislativo de la nación más poblada del planeta. La antigua portavoz del Lok Sabha, Meira Kumar, creó un comité para proponer algunas alternativas al edificio antiguo. El edificio también necesita ser protegido debido a que está declarado patrimonio. Finalmente, el 19 de septiembre de 2023 se inauguró el nuevo edificio, de tal modo que el antiguo dejó de tener actividad política tras casi cien años de actividad. Se ha previsto que el viejo edificio, tras una reforma que lo consolide, albergue en el futuro el museo de la democracia india.

### Ataque al Parlamento de 2001
El 13 de diciembre de 2001, el edificio del Parlamento fue atacado por cinco terroristas de Lashkar-e-Toiba y Jaish-e-Mohammed. Además de todos los terroristas, murieron seis militares y un civil.